# 왕느릅나무
왕느릅나무는 한국의 중부 이북의 산기슭에 나는 낙엽교목으로 작은 가지에 코르크가 발달해 있다. 잎은 어긋나며 넓은 거꿀달걀형, 끝이 아주 뾰족해지고, 길이는 3.5-15.5cm이다. 양면이 깔깔하고, 가장자리에 이 모양의 예리한 톱니가 있다. 꽃은 다발로 모인 취산꽃차례를 이루며 열매는 시과, 넓은 거꿀달걀형이며 단모와 선모가 있다. 씨는 날개의 밑부분에 몰려 있다. 개화기는 5월 결실기는 6-7월이고, 목재는 신탄재로, 껍질은 약용으로 쓰이며 관상용으로 심는다.